# Kyōgo Furuhashi
Kyōgo Furuhashi (古橋 亨梧 Furuhashi Kyōgo?, Ikoma, Nara, 20 de enero de 1995) es un futbolista japonés que juega como delantero en el Birmingham City F. C. de la EFL Championship.

## Estadísticas

### Clubes
Actualizado de acuerdo al último partido jugado el 13 de abril de 2025.
| Club                             | Div.          | Temporada     | Liga  | Liga  | Liga   | Copas nacionales | Copas nacionales | Copas nacionales | Torneos internacionales | Torneos internacionales | Torneos internacionales | Total | Total | Total  | Media goleadora |
| Club                             | Div.          | Temporada     | Part. | Goles | Asist. | Part.            | Goles            | Asist.           | Part.                   | Goles                   | Asist.                  | Part. | Goles | Asist. | Media goleadora |
| -------------------------------- | ------------- | ------------- | ----- | ----- | ------ | ---------------- | ---------------- | ---------------- | ----------------------- | ----------------------- | ----------------------- | ----- | ----- | ------ | --------------- |
| FC Gifu Japón                    | 2.ª           | 2017          | 42    | 6     | 9      | 2                | 0                | 2                | —                       | —                       | —                       | 44    | 6     | 11     | 0.14            |
| FC Gifu Japón                    | 2.ª           | 2018          | 26    | 11    | 7      | 1                | 0                | 0                | —                       | —                       | —                       | 27    | 11    | 7      | 0.41            |
| FC Gifu Japón                    | Total club    | Total club    | 68    | 17    | 16     | 3                | 0                | 2                | 0                       | 0                       | 0                       | 71    | 17    | 18     | 0.24            |
| Vissel Kobe Japón                | 1.ª           | 2018          | 13    | 5     | 1      | —                | —                | —                | —                       | —                       | —                       | 13    | 5     | 1      | 0.38            |
| Vissel Kobe Japón                | 1.ª           | 2019          | 31    | 10    | 9      | 6                | 2                | 0                | —                       | —                       | —                       | 37    | 12    | 9      | 0.32            |
| Vissel Kobe Japón                | 1.ª           | 2020          | 30    | 12    | 5      | 2                | 1                | 0                | 7                       | 3                       | 1                       | 39    | 16    | 6      | 0.41            |
| Vissel Kobe Japón                | 1.ª           | 2021          | 21    | 15    | 2      | 1                | 1                | 0                | —                       | —                       | —                       | 22    | 16    | 2      | 0.73            |
| Vissel Kobe Japón                | Total club    | Total club    | 95    | 42    | 17     | 9                | 4                | 0                | 7                       | 3                       | 1                       | 111   | 49    | 18     | 0.44            |
| Celtic F. C. Escocia             | 1.ª           | 2021-22       | 20    | 12    | 2      | 4                | 3                | 0                | 9                       | 5                       | 3                       | 33    | 20    | 5      | 0.61            |
| Celtic F. C. Escocia             | 1.ª           | 2022-23       | 36    | 27    | 3      | 8                | 7                | 1                | 6                       | 0                       | 1                       | 50    | 34    | 5      | 0.68            |
| Celtic F. C. Escocia             | 1.ª           | 2023-24       | 38    | 14    | 5      | 6                | 3                | 0                | 6                       | 2                       | 0                       | 50    | 19    | 5      | 0.38            |
| Celtic F. C. Escocia             | 1.ª           | 2024-25       | 22    | 10    | 3      | 3                | 1                | 1                | 7                       | 1                       | 0                       | 32    | 12    | 4      | 0.43            |
| Celtic F. C. Escocia             | Total club    | Total club    | 116   | 63    | 13     | 21               | 14               | 2                | 28                      | 8                       | 4                       | 165   | 85    | 19     | 0.54            |
| Stade Rennes F. C. Francia       | 1.ª           | 2024-25       | 6     | 0     | 0      | —                | —                | —                | —                       | —                       | —                       | 6     | 0     | 0      | 0.00            |
| Stade Rennes F. C. Francia       | Total club    | Total club    | 6     | 0     | 0      | 0                | 0                | 0                | 0                       | 0                       | 0                       | 6     | 0     | 0      | 0.00            |
| Birmingham City F. C. Inglaterra | 2.ª           | 2025-26       | 0     | 0     | 0      | —                | —                | —                | —                       | —                       | —                       | 0     | 0     | 0      | 0.00            |
| Birmingham City F. C. Inglaterra | Total club    | Total club    | 0     | 0     | 0      | 0                | 0                | 0                | 0                       | 0                       | 0                       | 0     | 0     | 0      | 0.00            |
| Total carrera                    | Total carrera | Total carrera | 285   | 122   | 46     | 33               | 18               | 4                | 35                      | 11                      | 5                       | 353   | 151   | 55     | 0.43            |
| 1. 2. 3.                         |               |               |       |       |        |                  |                  |                  |                         |                         |                         |       |       |        |                 |

### Selección nacional
Actualizado de acuerdo al último partido jugado el 25 de marzo de 2025.
| Selección       | Año             | Amistosos | Amistosos | Amistosos | Eliminatorias | Eliminatorias | Eliminatorias | Continental | Continental | Continental | Mundial | Mundial | Mundial | Total | Total | Total  | Media goleadora |
| Selección       | Año             | Part.     | Goles     | Asist.    | Part.         | Goles         | Asist.        | Part.       | Goles       | Asist.      | Part.   | Goles   | Asist.  | Part. | Goles | Asist. | Media goleadora |
| --------------- | --------------- | --------- | --------- | --------- | ------------- | ------------- | ------------- | ----------- | ----------- | ----------- | ------- | ------- | ------- | ----- | ----- | ------ | --------------- |
| Absoluta Japón  | 2019            | 1         | 0         | 0         | —             | —             | —             | —           | —           | —           | —       | —       | —       | 1     | 0     | 0      | 0.00            |
| Absoluta Japón  | 2021            | 2         | 0         | 0         | 9             | 3             | 2             | —           | —           | —           | —       | —       | —       | 11    | 3     | 2      | 0.27            |
| Absoluta Japón  | 2022            | 4         | 0         | 0         | —             | —             | —             | —           | —           | —           | —       | —       | —       | 4     | 0     | 0      | 0.00            |
| Absoluta Japón  | 2023            | 5         | 2         | 0         | —             | —             | —             | —           | —           | —           | —       | —       | —       | 5     | 2     | 0      | 0.40            |
| Absoluta Japón  | 2024            | —         | —         | —         | 1             | 0             | 0             | —           | —           | —           | —       | —       | —       | 1     | 0     | 0      | 0.00            |
| Absoluta Japón  | 2025            | —         | —         | —         | 1             | 0             | 0             | —           | —           | —           | —       | —       | —       | 1     | 0     | 0      | 0.00            |
| Total selección | Total selección | 12        | 2         | 0         | 11            | 3             | 2             | 0           | 0           | 0           | 0       | 0       | 0       | 23    | 5     | 2      | 0.22            |
| 1.              |                 |           |           |           |               |               |               |             |             |             |         |         |         |       |       |        |                 |

### Hat-tricks
| 1 | 23 de junio de 2021  | Noevir Stadium Kobe, Kōbe | Vissel Kobe - Yokohama F. Marinos |  | 5 - 0 | J1 League 2021          |
| 2 | 28 de agosto de 2022 | Tannadice Park, Dundee    | Dundee United - Celtic F. C.      |  | 0 - 9 | Liga de Escocia 2022-23 |

### Resumen estadístico
| Torneo                  | Part. | Goles | Asist. |
| ----------------------- | ----- | ----- | ------ |
| Liga                    | 285   | 122   | 46     |
| Copas nacionales        | 33    | 18    | 4      |
| Torneos internacionales | 35    | 11    | 5      |
| Selección de Japón      | 23    | 5     | 2      |
| Total                   | 376   | 156   | 57     |

## Palmarés

### Títulos nacionales
| Título                     | Club         | País    | Año  |
| -------------------------- | ------------ | ------- | ---- |
| Copa del Emperador         | Vissel Kobe  | Japón   | 2019 |
| Supercopa de Japón         | Vissel Kobe  | Japón   | 2020 |
| Copa de la Liga de Escocia | Celtic F. C. | Escocia | 2022 |
| Scottish Premiership       | Celtic F. C. | Escocia | 2022 |
| Copa de la Liga de Escocia | Celtic F. C. | Escocia | 2023 |
| Scottish Premiership       | Celtic F. C. | Escocia | 2023 |
| Copa de Escocia            | Celtic F. C. | Escocia | 2023 |
| Scottish Premiership       | Celtic F. C. | Escocia | 2024 |
| Copa de Escocia            | Celtic F. C. | Escocia | 2024 |
| Copa de la Liga de Escocia | Celtic F. C. | Escocia | 2025 |